# Нелсонија (Вирџинија)
Нелсонија (енгл. Nelsonia) насељено је место без административног статуса у америчкој савезној држави Вирџинија.

## Демографија
По попису из 2010. године број становника је 523.
| Група             | 2000.    | 2010.       |
| Белци             | 0 (0,0%) | 152 (29,1%) |
| Афроамериканци    | 0 (0,0%) | 282 (53,9%) |
| Азијати           | 0 (0,0%) | 3 (0,6%)    |
| Хиспаноамериканци | 0 (0,0%) | 77 (14,7%)  |
| Укупно            | 0        | 523         |